# Banyutus lombardi
Banyutus lombardi är en insektsart som först beskrevs av Luisa Eugenia Navas 1916.  Banyutus lombardi ingår i släktet Banyutus och familjen myrlejonsländor. Inga underarter finns listade i Catalogue of Life.